# 中國安芯
中國安芯控股有限公司（港交所除牌前：1149.HK），成立於1997年，從博智國際醫藥換取上市。主要經營保安數據探測業務。

## 公司歷程
- 1997年：深圳市安芯數字發展有限公司成立。
- 2003年：於香港交易所上市，業務為藥品製造及銷售。
- 2004年：研發的「應急救援指揮調度系統」通過國家安全監督管理局的技術鑒定。
- 2008年：研發的「生産安全實時遠程監控系統」獲得國家發明專利證書。
- 2009年10月：收購祥鷹有限公司，其間接持有深圳市安芯數字發展有限公司的所有權益，此舉標誌集團進軍國內安防市場。
- 2010年：調整發展戰略，集中資源發展高科技智能安防預警系統業務，退出藥品的製造和銷售業務。
- 2010年：正式更名為「中國安芯控股有限公司」。
- 2011年11月：收購煜宏投資有限公司及其全資子公司深圳市豪威未來科技有限公司全部股權，拓展本集團產品業務。
- 2012年：與Mango、Infinity 及Mate Intelligent Video Ltd.簽署購股及服務協議，收購目標公司Anxin Mate Holdings Limited全部股權，有助於本集團擴展產品業務。
- 2012年7月：收購達嘉有限公司及其全資子公司吉林省贏科信息技術有限公司，鞏固集團作為中國最大的ISD系統綜合解決方案供貨商的地位。
- 2015年4月：因無法刊發2014年年度業績而被香港交易所停牌。
- 2018年12月：因長期停牌，公司上市地位被取消[1]。

## 外部連結
- 安芯中國控股有限公司
- 安轩投资集团（页面存档备份，存于）